# إفرح (إشلواطن)
إفرح هو دُوَّار يقع بجماعة إغزران، إقليم صفرو، جهة فاس مكناس في المملكة المغربية. ينتمي الدوّار لمشيخة إشلواطن التي تضم 9 دواوير. يقدر عدد سكانه بـ 910 نسمة حسب الإحصاء الرسمي للسكان والسكنى لسنة 2004.

## روابط خارجية
- البوابة الوطنية للجماعات الترابية
- المندوبية السامية للتخطيط